# 13253 Stejneger
A 13253 Stejneger (ideiglenes jelöléssel 1998 OM13) a Naprendszer kisbolygóövében található aszteroida. Eric Walter Elst fedezte fel 1998. július 26-án.